# 皆河宗一
皆河 宗一（みながわ そういち、1920年 - ）は、日本のアメリカ文学者、翻訳家。元明治大学教授。
栃木県芳賀郡茂木町生まれ。アメリカの民衆文学などを研究、翻訳した。

## 著書
- 『アメリカフォークソングの世界』（岩崎美術社、民俗民芸双書） 1971
- 『アメリカ・フォークソング55話』（三一新書） 1972
- 『雑学としてのアメリカ』（三一新書） 1973
- 『アメリカ民話の世界』（岩崎美術社、民俗民芸双書） 1977.6

## 翻訳
- 『アンクル・トムの子供たち』（リチャード・ライト、新潮社） 1955
- 『批評の時代 現代アメリカの批評文学』（ウィリアム・ヴァン・オカーナー、大竹勝共訳、評論社） 1955
- 『アメリカの民話』（編訳、未来社、世界の民話） 1958
- 『アメリカ黒人の民話』（編訳、未来社、世界の民話） 1960
- 『偽れる黎明 / チャンピオン』（イーディス・ウォートン / リング・ラードナー、大貫三郎, 菅沼舜治共訳、南雲堂） 1960
- 『二都物語 / クリスマス・キャロル』（ディケンズ 、中野好夫共訳、河出書房新社、世界文学全集6） 1961
- 『ビートルクリーク』（デンビイ、早川書房、黒人文学全集7） 1961
- 『ブダペスト1956年』（L・ベケ、筑摩書房、世界ノンフィクション全集34） 1962
- 『詩・民謡・民話』（木島始共編、早川書房、黒人文学全集12） 1962
- 『幸福な王子』（オスカー・ワイルド、講談社、少年少女新世界文学全集 イギリス古典編） 1964
- 『沈んだ船員』（パトリシア・モイーズ、早川書房） 1965、のち文庫
- 『エマ』（ジェイン・オースティン、阿部良雄共訳（阿部知二名義）、中央公論社、世界の文学） 1965、のち中公文庫
- 『漂流五十日』（ケネス・クック、筑摩書房、現代世界ノンフィクション全集20） 1966
- 『炉ばたのこおろぎ』（ディケンズ、河出書房、世界文学全集10） 1967
- 『混血の娘 / わびしき日』（コールドウェル、英宝社） 1968
- 『アメリカ・インディアンの民話』（S.トムスン編、岩崎美術社、民俗民芸双書） 1970
- 『ジュービリー・シンガーズ - 黒人霊歌の使者たち』（J・B・T・マーシュ、筑摩書房、ノンフィクション全集19） 1974
- 『トリックスター』（ポール・ラディン（担当）、晶文社） 1974 - 他は、カール・ケレーニイ、カール・グスタフ・ユング
- 『民衆の声 アメリカ文化とフォークロア』（ジーン・ブルースタイン、晶文社） 1976
- 『ちょうざめにのまれたナナブシュ』（コーキ出版、アメリカインディアンのはなし） 1977

## 論文
- 国立情報学研究所収録論文 国立情報学研究所.2010-05-12閲覧。